# Tyrannochthonius nergal
Tyrannochthonius nergal är en spindeldjursart som beskrevs av Chamberlin 1995. Tyrannochthonius nergal ingår i släktet Tyrannochthonius och familjen käkklokrypare. Inga underarter finns listade i Catalogue of Life.